# Nowopolanskie osiedle wiejskie
Nowopolanskie osiedle wiejskie (ros. Новополянское сельское поселение) – osiedle wiejskie w Rosji, wchodzące w skład rejonu apszerońskiego, w Kraju Krasnodarskim.
Centrum administracyjnym jest wieś (ros. посёлок) Nowyje Polany.

## Demografia
W 2023 roku osiedle wiejskie zamieszkiwało 3213 osób.

## Miejscowości
W skład osiedla wiejskiego wchodzi 6 miejscowości.
| Miejscowość             | Typ miejscowości | Liczba ludności (2010) |
| ----------------------- | ---------------- | ---------------------- |
| Nowyje Polany           | wieś             | 2315                   |
| Szyrwanskaja            | stanica          | 646                    |
| Samurskaja              | stanica          | 323                    |
| Szyrwanskaja Wodokaczka | wieś             | 53                     |
| Gornyj Łucz             | chutor           | 37                     |
| Godownikow              | chutor           | 12                     |